# Nicht wecken
Nicht wecken ist eine Single des deutschen Rappers und Sängers Alligatoah. Die Single beinhaltet drei Lieder mit identischen Texten, deren Instrumentalbegleitung allerdings variiert. Die Single wurde Anfang 2019 unter dem Label Trailerpark und unter dem Musikvertrieb Groove Attack veröffentlicht.

## Veröffentlichung
Die Single wurde erstmals bei seiner „Wie Zuhause Tour“ am 10. Januar 2019 in Frankfurt vorgestellt. Am Folgetag wurde es gemeinsam mit dem Musikvideo auf verschiedenen Plattformen veröffentlicht.

## Inhalt
Das lyrische Ich verkörpert eine still leidende Person, die anderen Menschen nicht zur Last fallen möchte. In überspitzten Szenarien kommt wiederholt zum Ausdruck, dass das lyrische Ich das Wohlbefinden anderer Menschen über das eigene stellt.

„Habe scheiß Emotionen, werd' sie leicht wieder los, denn ich schweige sie tot, es ist einfach, denn so werden weit're Personen vom Leiden verschont“

## Versionen

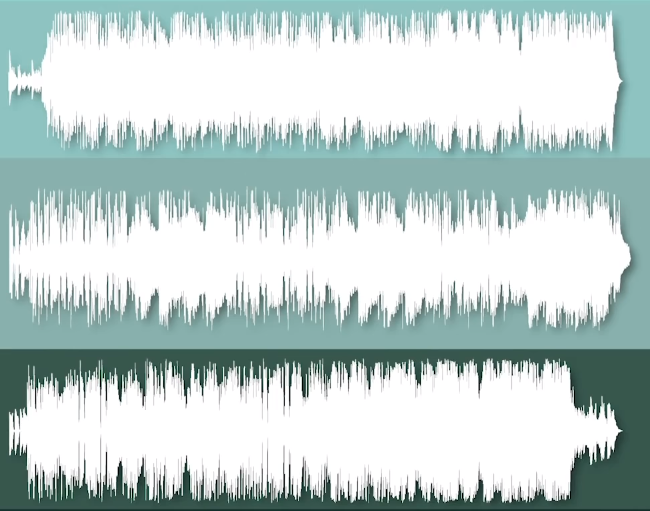
Oben: Heute, Mitte: Gestern, Unten: Vorgestern

Die Single erschien mit drei verschiedenen Versionen der Liedes, wobei der Liedtext jeweils identisch ist. In Nicht wecken (heute) wird ein moderner Beat mit starken Tiefen verwendet, die Version Nicht wecken (gestern) wird von einem Drumcomputer begleitet und Nicht wecken (vorgestern) wird von einem eingespielten Schlagzeug begleitet. Bei letzterer wurde als einzige auf einen Echo-Effekt verzichtet.

## Musikvideo
Das Musikvideo besteht aus Liveaufnahmen der Uraufführung des Liedes auf der Tour Wie Zuhause. Die Kameraführung erfolgte per Hand und verwendet an mehreren Stellen einen Rotationseffekt.

## Erfolg
Die Version Nicht wecken (heute) erreichte eine Woche lang Platz 83 in den deutschen Charts.